# كارل إغليسر
كارل إغليسر (5 يوليو 1890 - 23 يونيو 1944) كان جنرالًا في الفيرماخت خلال الحرب العالمية الثانية الذي قاد الفيلق الثامن عشر. حصل على وسام الفارس الصليبي الحديدي لألمانيا النازية . قتل في حادث تحطم طائرة في النمسا في 23 يونيو 1944، إلى جانب الجنرالات توماس إميل فون ويكيد وإدوارد ديتل.

## الجوائز
الإمبراطورية النمساوية المجرية والجمهورية النمساوية
- كارل تروس كروس
- صليب الاستحقاق العسكري، الدرجة الثالثة مع زخرفة الحرب والسيوف

ألمانيا النازية
- الصليب الحديدي (1939) الدرجة الثانية والأولى
- وسام الفارس الصليبي الحديدي في 23 أكتوبر 1941 بصفته جنرال مايجور وقائد فرقة جبيرس 4 [1]

### اقتباسات
1. ↑  Fellgiebel 2000, p. 143.

### قائمة المراجع
- Fellgiebel, Walther-Peer (2000) [1986]. Die Träger des Ritterkreuzes des Eisernen Kreuzes 1939–1945 — Die Inhaber der höchsten Auszeichnung des Zweiten Weltkrieges aller Wehrmachtteile [The Bearers of the Knight's Cross of the Iron Cross 1939–1945 — The Owners of the Highest Award of the Second World War of all Wehrmacht Branches] (بالألمانية). Friedberg, Germany: Podzun-Pallas. ISBN:978-3-7909-0284-6.

| مناصب عسكرية    | مناصب عسكرية                | مناصب عسكرية    |
| --------------- | --------------------------- | --------------- |
| سبقه {{{سبقه}}} | {{{العنوان}}} {{{الأعوام}}} | تبعه {{{تبعه}}} |
| سبقه {{{سبقه}}} | {{{العنوان}}} {{{الأعوام}}} | تبعه {{{تبعه}}} |
| سبقه {{{سبقه}}} | {{{العنوان}}} {{{الأعوام}}} | تبعه {{{تبعه}}} |
| سبقه {{{سبقه}}} | {{{العنوان}}} {{{الأعوام}}} | تبعه {{{تبعه}}} |